# It’s All About the Girls
It’s All About the Girls — дебютный мини-альбом американской поп-панк-группы A New Found Glory(сейчас коллектив называется New Found Glory), вышел на лейбле Fiddler Records 20 декабря 1997 года. Переиздание вышло на этом же лейбле 24 января 2003 года. Это единственный альбом группы с барабанщиком Джо Морено.

## Список композиций
Слова и музыка всех песен — New Found Glory.
| №                   | Название                                                                                      | Длительность |
| ------------------- | --------------------------------------------------------------------------------------------- | ------------ |
| 1.                  | «Shadow»                                                                                      | 2:32         |
| 2.                  | «My Solution»                                                                                 | 3:20         |
| 3.                  | «Scraped Knees»                                                                               | 3:56         |
| 4.                  | «JB»                                                                                          | 3:56         |
| 5.                  | «Standstill» (Длительность песни - 4:33, но через несколько минут тишины звучит скрытый трек) | 15:17        |
| Общая длительность: | Общая длительность:                                                                           | 29:06        |

## Участники записи
- Джордан Пандик — вокал
- Чед Гилберт — гитара
- Стив Кляйн — гитара
- Иан Грашка — бас-гитара
- Джо Морено — ударные
- «Brian No Regrets» — бэк-вокал